# Steve Vai
Steven Siro Vai (ur. 6 czerwca 1960 w Nowym Jorku) – amerykański wirtuoz gitary, kompozytor, a także producent muzyczny. Trzykrotny zdobywca nagrody Grammy (oraz 9 nominacji). Przyznaje się do inspiracji twórczością Jimiego Hendriksa. Uczeń Joego Satrianiego i absolwent Berklee College of Music. Założyciel fundacji Make A Noise, corocznie przydzielającej stypendia dla gitarzystów i innych muzyków szukających finansowego wsparcia. Od połowy lat 80. XX w. jest inspiracją dla wielu instrumentalistów na całym świecie.
W 2004 roku muzyk został sklasyfikowany na 53. miejscu listy 100 najlepszych gitarzystów heavymetalowych wszech czasów według magazynu Guitar World.

## Początki
Od początku Steve przejawiał fascynację muzyką Franka Zappy. W roku 1978 postanowił wysłać Zappie opracowane własnoręcznie transkrypcje jego solówek. Ten zaprosił go na spotkanie i był pod takim wrażeniem gry młodego Vaia, że włączył go do zespołu. Steve mógł pokazać swój talent w takich utworach jak „Moggio” i „Stevie’s Spanking”. Jeździł z Zappą także w trasy koncertowe i podpatrywał muzyków na scenie wiele się przy tym ucząc. Wraz z nim nagrał 6 płyt (1980–1984).

## Kariera
Po opuszczeniu zespołu Zappy w 1982 roku Vai przeniósł się do Kalifornii, gdzie nagrał swój pierwszy solowy album zatytułowany Flex-Able (1984) i występował w kilku formacjach. W 1985 roku zastąpił Yngwie Malmsteena w zespole Alcatrazz Grahama Bonneta, ale nie pozostał w nim długo. Zdążył jednak nagrać album Disturbing the peace.
Jeszcze w tym samym roku Steve dołączył do grupy byłego frontmana formacji Van Halen, Davida Lee Rotha. Nagrał z nią dwa albumy: Eat’em And Smile oraz Skyscraper. Jako że Roth prowadził wówczas publiczną walkę na słowa z byłymi członkami Van Halen, opinia zaczęła porównywać ówczesnego gitarzystę z jego zespołu – Steve’a z liderem i gitarzystą konkurencyjnej grupy – Eddiem Van Halenem.
W 1989 roku Steve dołączył do zespołu Whitesnake byłego wokalisty Deep Purple, Davida Coverdale’a zastępując dotychczasowego gitarzystę Adriana Vandenberga, po tym jak ten został kontuzjowany krótko przed sesją nagraniową do nowej płyty. Współpraca zaowocowała albumem Slip Of The Tongue. Po opuszczeniu Whitesnake Vai poświęcił się solowej działalności. Począwszy od wydanego w 1990 roku albumu Passion and Warfare, wydaje kolejne płyty i koncertuje po całym świecie.

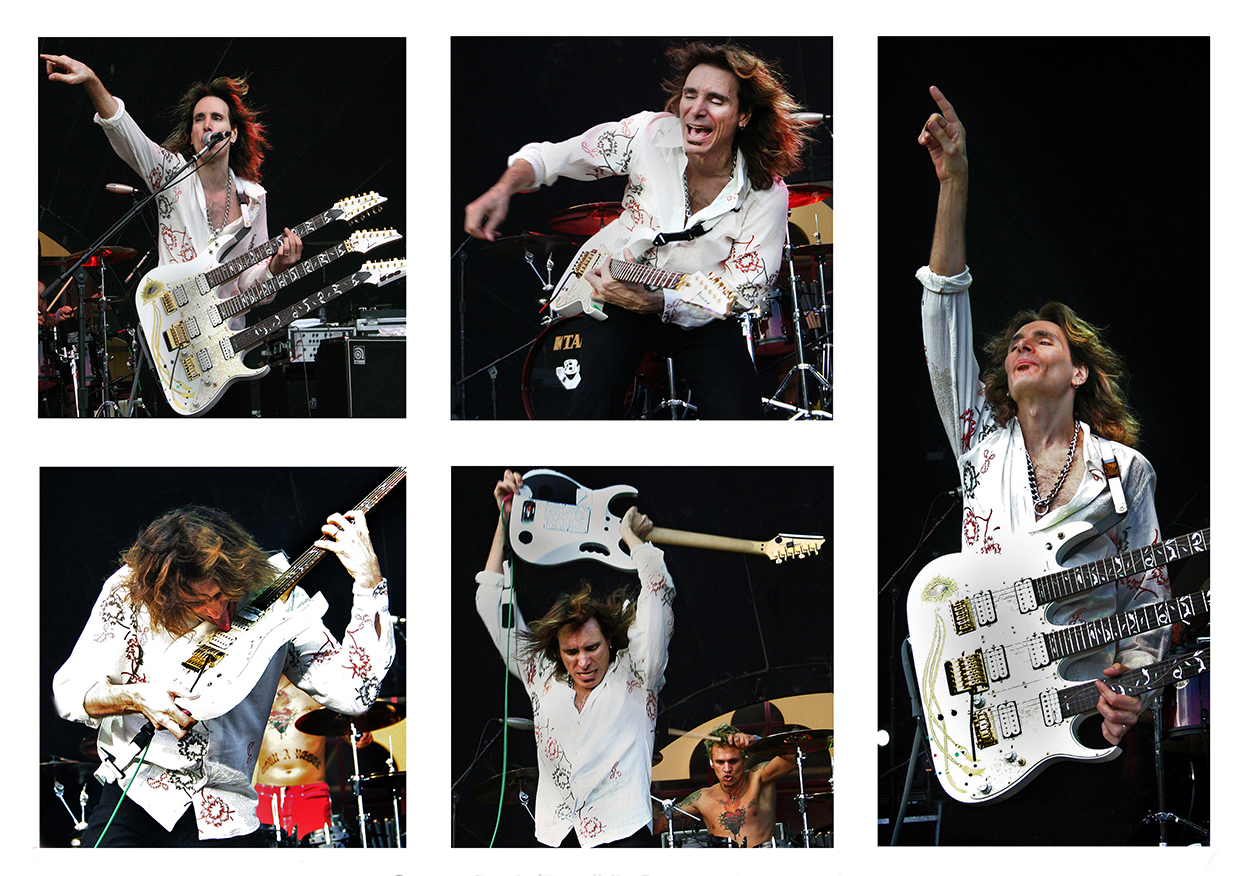
Steve Vai podczas swojego solowego występu

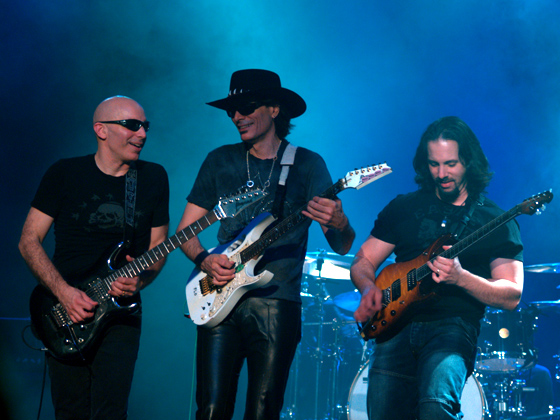
Koncert G3 (od lewej: Joe Satriani, Steve Vai, John Petrucci)

W 2013 roku podczas wywiadu z Piotrem Nowickim dla magazynu TopGuitar Steve Vai przyznał: „Nigdy także nie pozwoliłem się zaszufladkować. Nie musiałem czekać, aż zagrają moje utwory w radiu. Wielu fanów postrzega mnie tylko jako gitarzystę, ale nie pozwoliłem, by przyćmiło to moje umiejętności kompozytorskie. Lubię na przykład pisać ballady z wokalem i inne takie rzeczy. Gdy zajmujesz się rzeczami, które naprawdę cię interesują i ekscytują, to dzieje się tak, że znajdujesz swoich odbiorców i jesteś szczęśliwszy, bo najlepszą rzecz robisz wtedy, gdy naprawdę lubisz to, co robisz”.

## Instrumentarium
Używa głównie gitar elektrycznych przedsiębiorstwa Ibanez – pomógł podczas projektowania serii Ibanez JEM, oraz siedmiostrunowych Universe które firmuje swoim nazwiskiem. Ma również zaprojektowane na indywidualne zamówienie trzygryfowe gitary Ibanez JEM Tripleneck i Ibanez Heart Tripleneck.
Efekty gitarowe
- Ibanez Jemini Dual Pedal
- Boss DS-1 (Keeley modded)
- Ibanez Tube Screamer TS-9 (Keeley modded)
- Morley Bad Horsie
- Morley Little Alligator Volume Pedal
- Digitech Whammy
- MXR Phase 90
- TC Electronics G system
- Peterson Strobostomp Tuner

Wzmacniacze
- Carvin Legacy[6]

## Dyskografia
Albumy studyjne
| 1984                           | Flex-Able - Data: 1984 - Wydawca: Urantia Records                          | –   | –   | –   | –  | –  | –  | –  | –  | –  | –  | –  | –  |                                          |
| 1990                           | Passion and Warfare - Data: 1990 - Wydawca: Relativity Records             | 18  | 8   | –   | 32 | 28 | –  | 35 | –  | 25 | 12 | –  | 27 | - RIAA: złota płyta - BPI: srebrna płyta |
| 1993                           | Sex & Religion - Data: 27 lipca 1993 - Wydawca: Relativity Records         | 48  | 17  | –   | 26 | –  | 53 | 26 | –  | –  | –  | –  | 41 |                                          |
| 1996                           | Fire Garden - Data: 17 września 1996 - Wydawca: Epic Records               | 106 | 41  | 30  | 85 | 18 | –  | –  | –  | –  | –  | 22 | –  |                                          |
| 1999                           | The Ultra Zone - Data: 7 września 1999 - Wydawca: Epic Records             | 121 | –   | 49  | –  | 14 | –  | –  | –  | –  | –  | –  | –  |                                          |
| 2005                           | Real Illusions: Reflections - Data: 18 lutego 2005 - Wydawca: Epic Records | 147 | 127 | 110 | 88 | 34 | –  | –  | 67 | –  | –  | –  | –  |                                          |
| 2012                           | The Story of Light - Data: 14 sierpnia 2012 - Wydawca: Favored Nations     | 78  | 129 | 136 | 75 | 36 | 79 | –  | 83 | –  | –  | 43 | –  |                                          |
| 2016                           | Modern Primitive - Data: 24 czerwca 2016 - Wydawca: Epic Records           | –   | –   | 151 | –  | 41 | –  | 77 | 61 | –  | –  | –  | –  |                                          |
| 2022                           | Inviolate - Data: 28 stycznia 2022 - Wydawca: Favored Nations              | –   | –   | –   | –  | –  | –  | –  | –  | –  | –  | –  | –  |                                          |
| „–” pozycja nie była notowana. |                                                                            |     |     |     |    |    |    |    |    |    |    |    |    |                                          |

Minialbumy
| 1984                           | Flex-Able Leftovers - Data: 1984 - Wydawca: Urantia Records      | –   | –  | –  | –  |
| 1995                           | Alien Love Secrets - Data: 21 marca 1995 - Wydawca: Epic Records | 125 | 39 | 72 | 17 |
| „–” pozycja nie była notowana. |                                                                  |     |    |    |    |

Albumy koncertowe
| 1997                           | G3: Live in Concert (oraz Joe Satriani, Eric Johnson) - Data: 3 czerwca 1997 - Wydawca: Sony                       | 20  | 52 | 37  | 35 | 82 | –  |
| 2001                           | Alive in an Ultra World - Data: 19 czerwca 2001 - Wydawca: Epic Records                                            | 122 | –  | 68  | –  | –  | –  |
| 2004                           | G3: Rockin’ in the Free World (oraz Joe Satriani, Yngwie Malmsteen) - Data: 24 lutego 2004 - Wydawca: Epic Records | 156 | –  | –   | –  | –  | 58 |
| 2004                           | Live in London - Data: 20 czerwca 2004 - Wydawca: Favored Nations                                                  | –   | –  | –   | –  | –  | –  |
| 2005                           | G3: Live in Tokyo (oraz Joe Satriani, John Petrucci) - Data: 25 października 2005 - Wydawca: Sony                  | –   | –  | –   | –  | –  | –  |
| 2007                           | Sound Theories Vol. I & II - Data: 26 czerwca 2007 - Wydawca: Epic Records                                         | 138 | 97 | 96  | –  | –  | 72 |
| 2009                           | Where the Wild Things Are - Data: 29 września 2009 - Wydawca: Favored Nations                                      | –   | –  | 221 | –  | –  | –  |
| „–” pozycja nie była notowana. | |     |    |     |    |    |    |

Kompilacje
| 2000                           | The Seventh Song - Data: 7 listopada 2000 - Wydawca: Epic Records                      | 80 |
| 2002                           | The Elusive Light and Sound, Vol. 1 - Data: 4 czerwca 2002 - Wydawca: Favored Nations  | –  |
| 2003                           | The Infinite Steve Vai: An Anthology - Data: 18 listopada 2003 - Wydawca: Epic Records | –  |
| 2008                           | Steve Vai Original Album Classics - Data: 2008 - Wydawca: RCA Records                  | –  |
| „–” pozycja nie była notowana. |                                                                                        |    |

## Wideografia
| 1995                           | Alien Love Secrets (VHS) - Data: 1995 - Wydawca: Hal Leonard                                                 | – | –  | –   |                            |
| 1997                           | G3 – Live in Concert (VHS; oraz Joe Satriani, Eric Johnson) - Data: 3 czerwca 1997 - Wydawca: Sony           | – | 37 | –   | - RIAA: platynowa płyta    |
| 2003                           | Live at the Astoria, London (DVD) - Data: 9 grudnia 2003 - Wydawca: Favored Nations                          | – | –  | –   | - RIAA: 2x platynowa płyta |
| 2004                           | G3 Live: in Denver (DVD; oraz Joe Satriani, Yngwie Malmsteen) - Data: 24 lutego 2004 - Wydawca: Epic Records | 2 | 5  | –   | - RIAA: platynowa płyta    |
| 2005                           | G3: Live in Tokyo (DVD; oraz Joe Satriani, John Petrucci) - Data: 25 października 2005 - Wydawca: Sony       | – | 17 | –   |                            |
| 2007                           | Visual Sound Theories (DVD) - Data: 18 września 2007 - Wydawca: Epic Records                                 | – | –  | 104 |                            |
| 2009                           | Where the Wild Things Are (DVD) - Data: 29 września 2009 - Wydawca: Favored Nations                          | 8 | 4  | 110 | - RIAA: złota płyta        |
| „–” pozycja nie była notowana. | |   |    |     |                            |

## Nagrody i wyróżnienia
| Rok  | Kategoria                          | Tytułem   | Nagroda                         | Nota | Źródło |
| ---- | ---------------------------------- | --------- | ------------------------------- | ---- | ------ |
| 1993 | Best Rock Instrumental Performance | „Sofa”    | Nagroda Grammy                  | Laur | [ 24 ] |
| 2009 | Riff Lord                          | Steve Vai | Metal Hammer Golden Gods Awards | Laur | [ 25 ] |

## Filmografia
- Crossroads (1986, dramat, muzyczny, reżyseria: Walter Hill)
- The Genius of Lenny Breau (1999, film dokumentalny, reżyseria: Emily Hughes)
- Rock Prophecies (2009, film dokumentalny, reżyseria: John Chester)
- Lemmy (2010, film dokumentalny, reżyseria: Greg Olliver, Wes Orshoski)
- Jason Becker: Not Dead Yet (2012, film dokumentalny, reżyseria: Jesse Vile)[26]
- The Ritchie Blackmore Story (2015, film dokumentalny, reżyseria: Alan Ravenscroft)[27]
- Hired Gun (2016, film dokumentalny, reżyseria: Fran Strine)[28]